# Neri Poponi
Neri Poponi (vissuto nel XIII secolo; fl. XIII secolo) è stato un poeta italiano della scuola siciliana di Federico II.

## Opere
Si conserva una canzone di quest'autore:
- Poi l'Amor vuol ch'io dica